# Nervo subscapular inferior
O nervo subescapular inferior é um nervo que inerva a parte inferior do músculo subescapular e também o redondo maior.
É constituído de fibras dos nervos cervicais de C5 e C6, se ramificando do cordão posterior do plexo braquial.
O redondo maior é por vezes inervado por um ramo separado.

## Imagens adicionais

Plexo braquial.
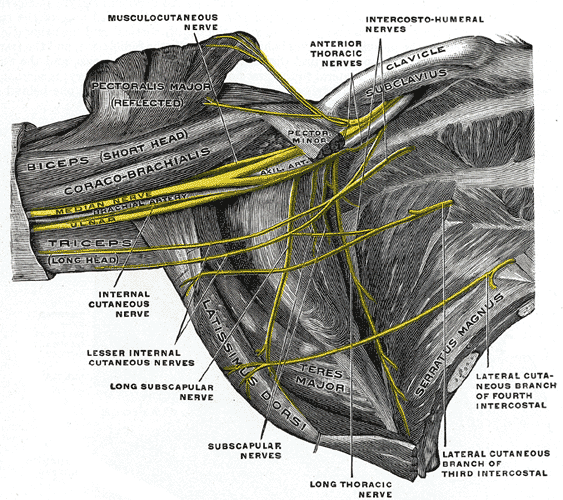
Plexo braquial direito na fossa axilar.
Plexo braquial com curso dos nervos espinhais destacados.